# Helmbasilisk
De helmbasilisk (Basiliscus basiliscus) is een grote hagedis uit de familie Corytophanidae. Deze soort wordt ook wel Jesus- of Jezus Christushagedis genoemd, omdat het dier op zijn achterpoten over het water kan rennen.

## Uiterlijke kenmerken
De mannelijke helmbasilisk is eenvoudig te herkennen; de oudere mannetjes hebben een grote kam op de kop, en een grote vin-achtige kam op de rug. Vrouwtjes missen kammen of flappen en zijn kleiner. De juvenielen zijn bruin en hebben een gele of witte flankstreep. Helmbasilisken worden weleens in een terrarium gehouden, maar hebben erg veel ruimte nodig en een groot waterbassin, anders kwijnen ze weg. Vaak zitten ze stil en wachten op hun prooi.

## Algemeen
Deze basilisk wordt maximaal 80 centimeter lang, en doet er meestal meer dan acht jaar over om deze lengte te bereiken. De helmbasilisk komt voor in Zuid-Amerika: in Brazilië, Costa Rica, Ecuador, Colombia, Nicaragua, Panama, Peru en Venezuela. De habitat bestaat uit de takken langs het water van bij voorkeur wat bredere rivieren. Het voedsel bestaat uit insecten en kleine ongewervelden, ook wel fruit en bessen worden gegeten. In tegenstelling tot veel hagedissen is deze soort waterminnend en kan goed zwemmen.

## Voortbeweging
De helmbasilisk is vooral bekend door het vermogen over water te rennen en geen kleine stukjes: rivieren van enkele tientallen meters breed kunnen worden overbrugd. De maximale snelheid is 12 km/u. De dieren hebben huidflapjes tussen de tenen, en richten zich op als ze rennen, met de voorpoten langs het lichaam gestrekt. Men dacht altijd dat in principe ieder dier over water kan rennen, als het maar genoeg snelheid ontwikkelt en niet te zwaar is. Pas recentelijk bleek uit onderzoek dat het niet zozeer gaat om bovengenoemde lichaamsaanpassingen, maar met name om de exacte manier waarop de dieren de poten bewegen op het wateroppervlak; een miniem foutje in deze complexe beweging en de dieren plonzen in het water.

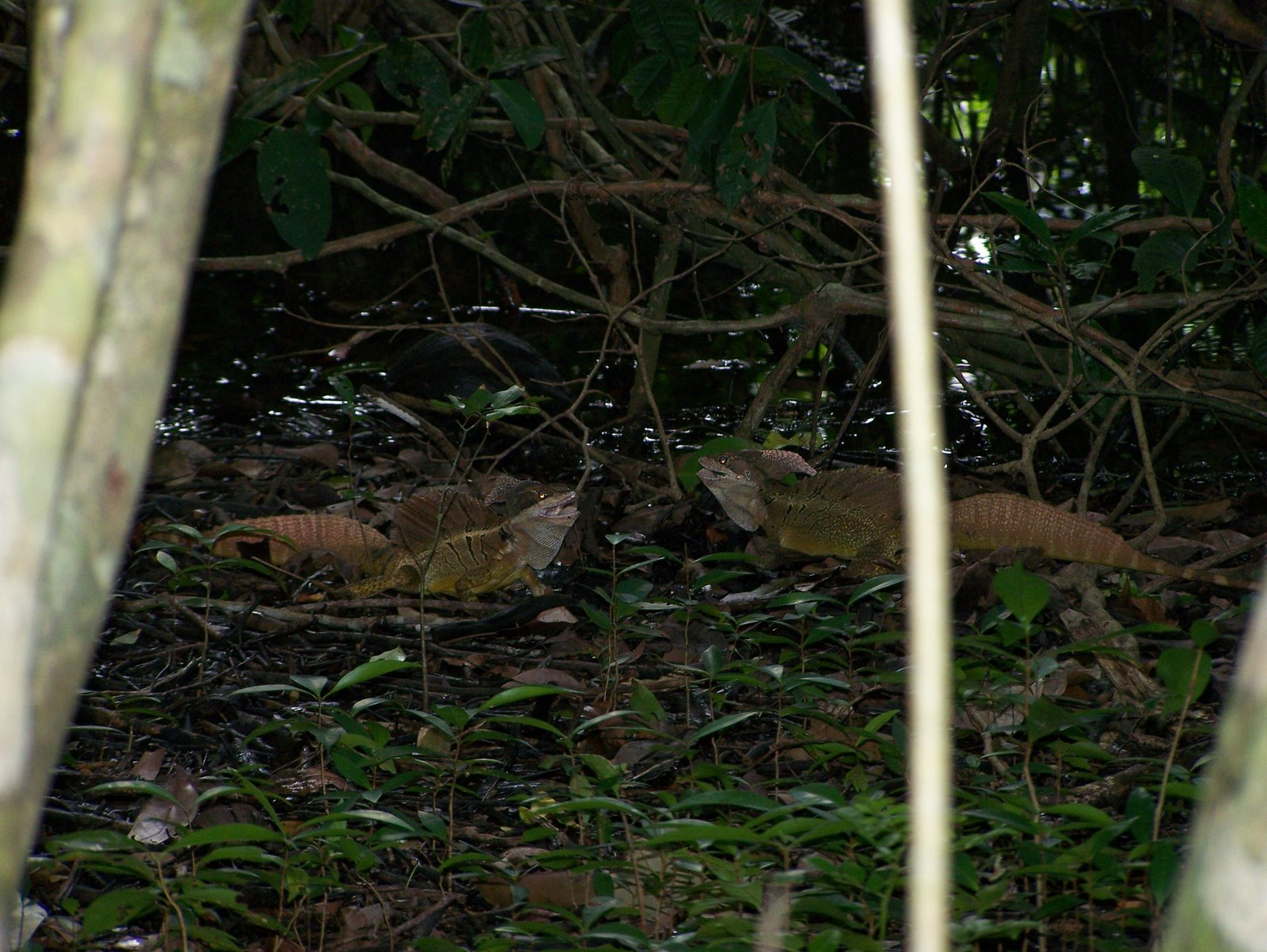
Vechtende mannetjes
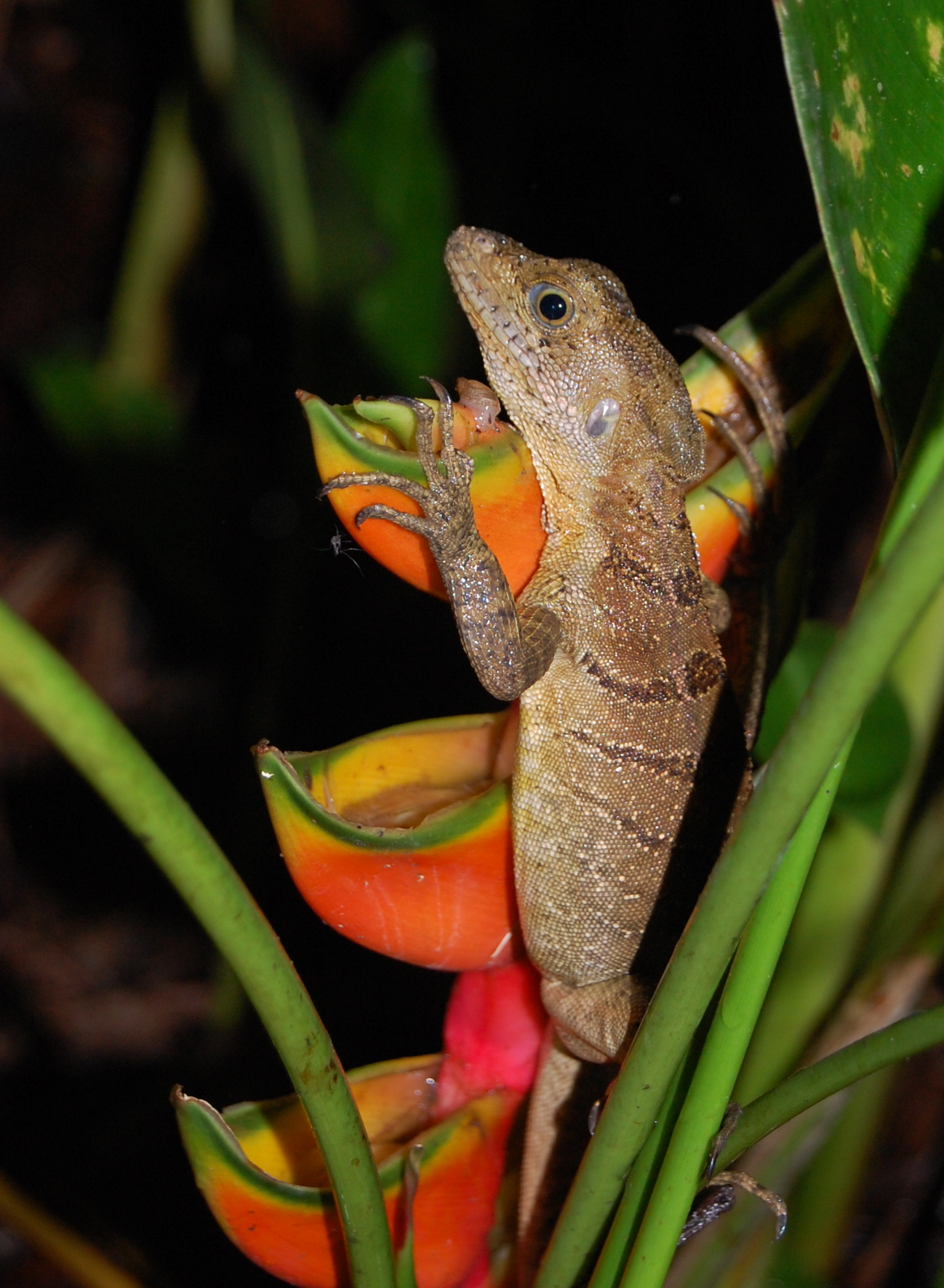
Vrouwtje uit Costa Rica
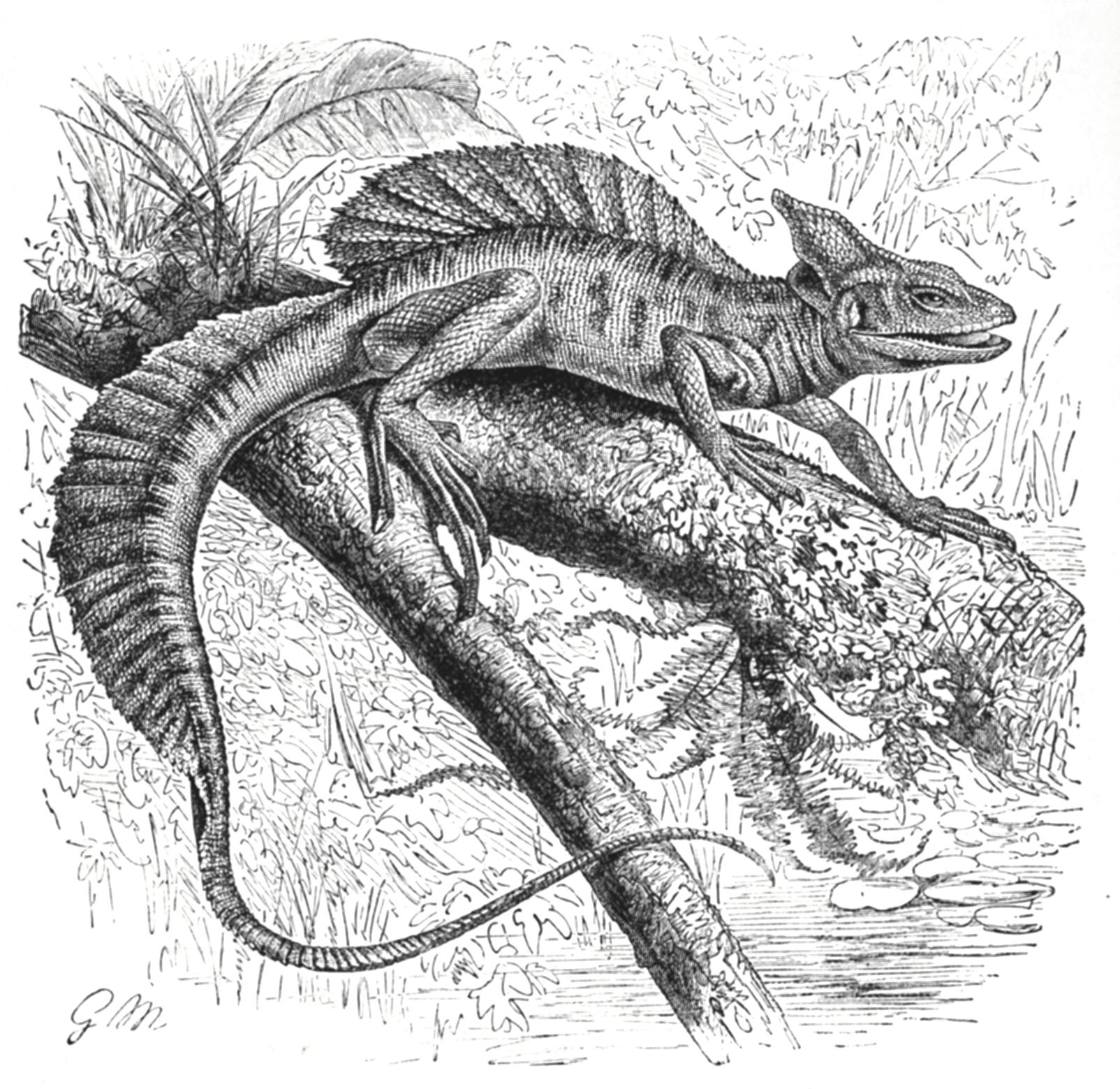
Tekening door Lydekker